# ورزشگاه مهدی حسین‌زاده
ورزشگاه کپیتال بانک آرنا با نام قبلی ورزشگاه مهدی حسین زاده (به ترکی آذربایجانی: Mehdi Hüseynzadə adına Sumqayıt şəhər stadionu) یک ورزشگاه چند منظوره با کاربرد حداکثری مسابقات فوتبال در شهر سومقاییت کشور جمهوری آذربایجان و متعلق به باشگاه فوتبال سومقاییت با گنجایش ۱۵٬۳۵۰ نفری به سال ۱۹۹۶ ساخته شده‌ بود. این استادیوم در حال حاضر با نام کپیتال بانک آرنا که بازی‌های خانگی تیم فوتبال باشگاه فوتبال سومقاییت در این ورزشگاه برگزار می‌شود.

## همچنین ببینید
- فهرست ورزشگاه‌های فوتبال در جمهوری آذربایجان